# Tiago Gouveia
Tiago Maria Antunes Gouveia (Lisbona, 18 giugno 2001) è un calciatore portoghese, attaccante del Benfica.

## Carriera

### Club
Cresce prima nel settore giovanile dell'União de Tires, passando poi allo Sporting Lisbona e approda nel 2017, nel settore giovanile del Benfica, dove viene aggregato per tre stagioni alla seconda squadra dove colleziona 47 presenze e mettendo a segni 12 reti. Esordisce in prima squadra il 30 aprile 2022, in occasione dell'incontro di Primeira Liga vinto per 0-1 contro il Marítimo.
Il 27 luglio 2022 viene ceduto in prestito per una stagione all'Estoril Praia. Debutta il 6 agosto successivo, nella prima partita di campionato vinta per 2-0 contro il Famalicão dove fornisce un assist. Realizza la sua prima rete con la nuova maglia il 19 agosto, nel pareggio casalingo per 2-2 contro il Rio Ave. Alla fine della stagione totalizza 30 presenze tra campionato e coppa, impreziosite da 5 reti.
La stagione successiva torna alla base, dove il 20 settembre 2023 debutta in Champions League subentrando nella sconfitta casalinga contro il Salisburgo (0-2). Segna la sua prima rete con le Águias un mese dopo, il 20 ottobre, nella vittoria esterna nel terzo turno di Taça de Portugal contro il Lusitânia (1-4).

### Nazionale
Ha rappresentato le nazionali giovanili portoghesi, con le quali nel 2019 ha anche perso una finale negli Europei Under-19.

## Statistiche

### Presenze e reti nei club
Statistiche aggiornate al 17 maggio 2024.
| Stagione         | Squadra          | Campionato       | Campionato | Campionato | Coppe nazionali | Coppe nazionali | Coppe nazionali | Coppe continentali | Coppe continentali | Coppe continentali | Altre coppe | Altre coppe | Altre coppe | Totale | Totale |
| Stagione         | Squadra          | Comp             | Pres       | Reti       | Comp            | Pres            | Reti            | Comp               | Pres               | Reti               | Comp        | Pres        | Reti        | Pres   | Reti   |
| ---------------- | ---------------- | ---------------- | ---------- | ---------- | --------------- | --------------- | --------------- | ------------------ | ------------------ | ------------------ | ----------- | ----------- | ----------- | ------ | ------ |
| 2019-2020        | Benfica B        | LdH              | 1          | 0          |                 | -               | -               | -                  | -                  | -                  | -           | -           | -           | 1      | 0      |
| 2020-2021        | Benfica B        | LdH              | 21         | 2          |                 | -               | -               | -                  | -                  | -                  | -           | -           | -           | 21     | 2      |
| 2021-2022        | Benfica B        | LdH              | 25         | 10         |                 | -               | -               | -                  | -                  | -                  | -           | -           | -           | 25     | 10     |
| Totale Benfica B | Totale Benfica B | Totale Benfica B | 47         | 12         |                 | -               | -               |                    | -                  | -                  |             | -           | -           | 47     | 12     |
| 2021-2022        | Benfica          | PL               | 2          | 0          | CP+CdL          | -               | -               | UCL                | -                  | -                  | -           | -           | -           | 2      | 0      |
| 2022-2023        | Estoril Praia    | PL               | 29         | 5          | CP+CdL          | 1+0             | 0               | -                  | -                  | -                  | -           | -           | -           | 30     | 5      |
| 2023-2024        | Benfica          | PL               | 13         | 2          | CP+CdL          | 5+3             | 1+1             | UCL+UEL            | 3+2                | 0                  | -           | -           | -           | 26     | 4      |
| Totale carriera  | Totale carriera  | Totale carriera  | 91         | 19         |                 | 9               | 2               |                    | 5                  | 0                  |             | -           | -           | 105    | 21     |

## Palmarès
- Coppa di Lega portoghese: 1

Benfica: 2024-2025
- Supercoppa di Portogallo: 1

Benfica: 2025